# José Agustín Ortiz Pinchetti
José Agustín Ortiz Pinchetti (Ciudad de México, 13 de mayo de 1937-Ciudad de México, 3 de agosto de 2024) fue un político mexicano, miembro del partido Morena. Fue titular de la Fiscalía Especializada para la Atención de los Delitos Electorales entre 2019 y 2024.
Anteriormente, fue secretario de gobierno del Distrito Federal de 2000 a 2003 en el gobierno de Andrés Manuel López Obrador. Se desempeñó como diputado federal plurinominal de la LIX Legislatura del Congreso de la Unión de México de 2003 a 2006. Y Secretario de Relaciones Políticas del denominado «Gabinete Legítimo» de Andrés Manuel López Obrador.

## Trayectoria profesional
Fue abogado por la Escuela Libre de Derecho, con maestría en derecho económico por la Universidad Iberoamericana. Militó en el PRI de 1967 a 1969, dentro del llamado movimiento democratizador de Carlos Alberto Madrazo Becerra.

## Trayectoria política
Se desempeñó como asesor jurídico de las secretarías de Educación Pública, Agricultura, Hacienda, y de Comercio y Fomento Industrial. Desde 1991 ha participado en diversas organizaciones cívicas de lucha por la democracia. Fue uno de los promotores de los Veinte Compromisos por la Democracia, del plebiscito del 21 de marzo de 1993 sobre la reforma política del Distrito Federal. y coordinador del Seminario del Castillo de Chapultepec para la Reforma Electoral de 1995. Fue presidente nacional de la agrupación política "Causa Ciudadana". Fue consejero ciudadano del Consejo General del Instituto Federal Electoral; desde 2000 colaboró como secretario de Gobierno del Distrito Federal. Es articulista fundador del diario La Jornada.
En 2012, Andrés Manuel López Obrador lo incluyó en su propuesta de gabinete para ocupar el puesto de secretario del Trabajo y Previsión Social en caso de ganar las elecciones presidenciales de este mismo año.
Durante el I Consejo Nacional del Movimiento Regeneración Nacional, celebrado en el Deportivo Plan Sexenal, en la Ciudad de México, fue elegido Secretario para el Fortalecimiento de Ideas y Valores Morales, Espirituales y Cívicos del Comité Ejecutivo Nacional de Morena para el periodo 2012-2015.[cita requerida]
El 9 de febrero de 2019, fue nombrado titular de la Fiscalía Especializada en Delitos Electorales por el fiscal general Alejandro Gertz Manero. El 11 de marzo del mismo año asumió formalmente el cargo.
Falleció el 3 de agosto de 2024 en la Ciudad de México a los 87 años de edad.

## Familia
Nieto de José Agustín Ortiz Pinchetti: Andrés Salcedo Ortiz y Pablo Salcedo Ortiz.[cita requerida]

## Libros
- AMLO: con los pies en la tierra (2018)
- Andrés Manuel y sus claves (2006)
- Reflexiones privadas, testimonios públicos (1997)
- La democracia que viene: ejercicios de imaginación política (1990)
- Contenido jurídico de las declaraciones americanas (1960)